# Anthicus laetus
Anthicus laetus is een keversoort uit de familie snoerhalskevers (Anthicidae). De wetenschappelijke naam van de soort is voor het eerst geldig gepubliceerd in 1974 door Medvedev.